# Kybos auricillatus
Kybos auricillatus är en insektsart som beskrevs av Dlabola 1963. Kybos auricillatus ingår i släktet Kybos och familjen dvärgstritar. Inga underarter finns listade i Catalogue of Life.